# Kettering, Ohio
Kettering là một thành phố thuộc quận Montgomery, tiểu bang Ohio, Hoa Kỳ. Năm 2010, dân số của thành phố này là 56163 người.

## Dân số
- Dân số năm 2000: 57502 người.
- Dân số năm 2010: 56163 người.